# Trương Trọng Hoa
Trương Trọng Hoa (giản thể: 张重华; phồn thể: 張重華; bính âm: Zhāng Chónghuá) (327–353), tên tự Thái Lâm (泰臨), còn gọi theo thụy hiệu là Tây Bình Kính Liệt công (西平敬烈公, thụy hiệu do nhà Tấn ban) hoặc Lương Hoàn công (涼桓公), thụy hiệu sử dụng trong nội bộ Tiền Lương) là người cai trị nước Tiền Lương trong lịch sử Trung Quốc. Dưới thời cai trị của mình, ông cũng dùng tước hiệu "Giả Lương Vương" (假涼王). Dưới thời trị vì ngắn ngủi của anh trai Trương Tộ, ông được truy phong là Lương Hoàn Vương (涼桓王).

## Dưới thời phụ thân cai trị
Trương Trọng Hoa sinh năm 327, ba năm trước khi cha ông là Trương Tuấn trở thành người cai trị Tiền Lương, ông là người con trai thứ hai. Mẹ ông là Mã mỹ nhân, một chiêu nghi của Trương Tuấn. Năm 333, khi lên 6 tuổi, ông được cha lập làm thế tử (Không rõ vì sao Trương Trọng Hoa được lập làm thế tử, người con trai cả là Trương Tộ vẫn còn sống). Năm 339, khi Trương Trọng Hoa 12 tuổi, Trương Tuấn chuyển giao một số quyền của mình cho Trương Trọng Hoa và phong cho con trai làm giả thứ sử của Lương Châu (涼州, nay là trung bộ và đông bộ Cam Túc). Đầu năm 346, khi Trương Tuân chia lãnh thổ của mình thành 3 châu, ông lập Trương Trọng Hoa làm thứ sử Lương Châu.
Đến năm 346, Trương Tuấn qua đời. Trương Trọng Hoa lên kế vị, và cũng được thừa hưởng các tước hiệu Tây Bình công và Giả Lương Vương. Ông phong mẹ đích (vợ cả của cha) là Nghiêm Vương hậu làm Đại Vương Thái hậu chuyển sang sống tại Vĩnh Huấn cung và mẹ đẻ là Mã Chiêu nghi làm Vương Thái hậu sống tại Vĩnh Thọ cung.

## Trị vì
Trương Trọng Hoa là một người cai trị tầm thường, ông bị chỉ trích vì tiêu tốn quá nhiều thời gian vào việc vui chơi hưởng lạc. Ông cũng có xu hướng tin tưởng vào những kẻ xu nịnh, mặc dù vậy, ông không bị chỉ trích là tàn nhẫn hay không cuồng. Năm 349, Sách Chấn (索振) đã cố thuyết phục ông giảm bởi thời gian dành cho việc vui chơi hưởng lạc và không thưởng quá nhiều tiền bạc cho những người tham gia cùng, song mặc dù Trương Trọng Hoa cảm tạ và khen thưởng cho Sách, song ông đã không thay đổi một cách đáng kể.
Ngay sau khi Trương Trọng Hoa kế vị cha, quân Hậu Triệu dưới quyền chỉ huy của tướng Vương Trạc (王擢) và Ma Thu (麻秋), đã bất ngờ tấn công Tiền Lương, chiếm phần lãnh thổ của Tiền Lương ở phía nam Hoàng Hà, bao gồm cả thành quan trọng là Kim Thành (金城, nay thuộc Lan Châu, Cam Túc). Trương Trọng Hoa giao binh quyền cho Tạ Ngải (謝艾), và Tạ đã đánh bại được quân của Ma và Vương vào năm 346 và một lần nữa vào năm 347, buộc họ phải từ bỏ kế hoạch ban đầu là tiêu diệt Tiền Lương, song phần đất phía nam Hoàng Hà chưa thể thu hồi.
Cũng vào năm 347, sứ giả nhà Tấn là Du Quy (俞歸) đã đến Tiền Lương để trao cho Trương Trọng Hoa một số chức tước, song trong đó không có tước hiệu Lương Vương mà Trương Trọng Hoa mong đợi. Ôn đã cố thuyết phục Du Quy ban cho ông tước hiệu này, song Du Quy đã không thực hiện, và Trương Trọng Hoa đã bắt giam Du Quy, người này đã chỉ được thả sau khi Trương Trọng Hoa chết.
Trương Trọng Hoa có vị thế lớn sau khi Hậu Triệu sụp đổ trong khoảng từ 349 đến 351. Hầu hết lãnh thổ ở phía tây của Hậu Triệu đã rơi vào tay tướng người Đê là Phù Kiện, người này lập nước Tiền Tần vào năm 351. Cuối năm 352 hoặc đầu năm 353, cựu tướng Hậu Triệu Vương Trạc, người nắm giữ khu vực nay là phía đông Cam Túc và tuyên bố trung thành với Tiền Yên, đã không thể chống lại quân Tiền Tần và đầu hàng Trương Trọng Hoa và ông được đối xử tốt, Trương Trọng Hoa có ý định dùng ông này làm tướng để chống Tiền Tấn. Vào mùa xuân năm 353, ông giao cho Vương Trạc, Trương Hoằng (張弘), và Tống Tu (宋修) dẫn 15.000 lính đi đánh Tiền Tần, song đã phải hứng chịu mất mát lớn về nhân mạng, được chép lại là 12.000 hay bốn phần năm đội quân. Trương và Tống chết trận, trong khi Vương chạy về kinh thành Cô Tang (姑臧, nay thuộc Vũ Uy, Cam Túc). Tuy nhiên, đến mùa hè, Vương Trạc lại được dẫn theo 20.000 lính tiến đánh Thượng Khuê (上邽, nay thuộc Thiên Thủy, Cam Túc), chiếm phần lớn Tần Châu (秦州, nay là đông bộ Cam Túc). Trương Trọng Hoa sau đó gửi một tấu thư cho Tấn Mục Đế, yêu cầu cùng mở chiến dịch chống Tiền Tần. Mục Đế cử một sứ thần khen ngợi và ban nhiều vinh dự hơn nữa cho Trương Trọng Hoa, song triều đình Tấn lúc đó không quan tâm đến việc tấn công Tiền Tần và kế hoạch do vậy đã bị hủy bỏ.
Cùng năm, Trương Trọng Hoa lâm bệnh, ông phong người con trai mới 9 tuổi là Trương Diệu Linh làm thế tử. Huynh trưởng của ông là Trương Tộ đã âm mưu cùng các cận thần của Trương Trọng Hoa là Triệu Trường (趙長) và Úy Tập (尉緝) nhằm tiếm quyền, Triệu và Úy đã vu cáo Tạ Ngải (謝艾) và bắt ông phải chuyển từ kinh thành đi làm thái thú quận Tửu Tuyền (酒泉, nay tương ứng với Tửu Tuyền, Cam Túc). Tạ đã gửi một tấu thư cáo buộc về âm mưu của Triệu và Trương Tộ, và mùa đông năm đó, khi Trương Trọng Hoa bị bệnh nặng hơn, ông đã cố triệu hồi Tạ về kinh để đảm nhiệm vị trí nhiếp chính cho Trương Diệu Linh, song lệnh này đã lọt vào tay Trương Tộ và Triệu Trường và vì thế đã không bao giờ được công bố. Ông qua đời ngay sau đó, Trương Diệu Linh lên kế vị với tước hiệu Tây Bình công. Trương Tộ trở thành người nhiếp chính và vào đầu năm 354 đã cướp ngôi vị của Trương Diệu Linh.

## Niên hiệu
Hầu hết các nguồn sử liệu đều nói rằng Trương Trọng Hoa, giống như những người cai trị trước đó của Tiền Lương, đều dùng niên hiệu của Tấn Mẫn Đế là Kiến Hưng (để thể hiện họ vẫn trung thành với nhà Tấn và tách biệt với Đông Tấn) song một số nguồn nói rằng ông đã cải niên hiệu thành Vĩnh Lạc (永樂 yǒng lè 346-353). Một thuyết hiện nay cho rằng ông dùng niên hiệu Vĩnh Lạc trong nội bộ đất nước và dùng niên hiệu Kiến Hưng khi giao thiệp với các nước khác.